# تیم ملی تنیس روی میز جوانان ایران در مسابقات آسیایی ۲۰۱۸
بیست و چهارمین دوره رقابتهای قهرمانی جوانان و نوجوانان آسیا در سال ۲۰۱۸ و در کشور میانمار برگزار گردید و تیم ملی جوانان ایران در رقابت‌های تنیس روی میز قهرمانی آسیا به عنوان سومی و مدال برنز در قسمت تیمی این رقابت‌ها دست یافت. این مسابقات از تاریخ ۲۲ تا ۲۷ مرداد ۱۳۹۷ در شهر Naypyidaw پایتخت کشور میانمار برگزار گردید. این مدال در رقابت‌ها قهرمانی آسیا برای اولین بار و پس از ۶۰ سال در تاریخ تنیس روی میز ایران بدست آمده‌است.
امین احمدیان، امیر رضا عباسی، حمید شمس و آریا امیری اعضای تیم ملی ایران بودند که با سرمربیگری میعاد مکیف موفق به کسب مدال برنز آسیا شدند.
ایران در حساس‌ترین بازی خود در مرحله یک چهارم نهایی این رقابت‌ها موفق شد تیم ملی کره جنوبی نایب قهرمان دوره گذشته این رقابت‌ها را در یک جدال نزدیک با حساب ۳ بر ۲ از پیش روی بردارد و شگفتی ساز این رقابت‌ها شود. امین احمدیان با دو پیروزی بهترین بازیکن زمین بود و امیر رضا عباسی در دیدار پنجم برد سوم و سرنوشت ساز تیم ایران را رقم زد.
بازتاب این موفقیت در رسانه‌های ایران بسیار زیاد بوده و به همین مناسبت وزارت ورزش و جوانان نیز طی پیامی این مدال تاریخی را تبریک گفت. تیم ملی تنیس روی میز جوانان کشورمان با کسب این مدال تاریخی موفق شد تا برای اولین بار جواز حضور در رقابتهای جام جهانی تنیس روی میز در استرالیا را بدست آورد.
در زمان کسب این مدال تاریخی که برای اولین بار در تاریخ تنیس روی میز ایران اتفاق افتاده‌است مهرداد علی قارداشی رئیس فدراسیون و محمود نظری دبیر فدراسیون و محمد رضا میر الماسی مدیریت تیم‌های ملی ایران را بر عهده داشتند.
| رتبه | کشور      | مدال |
| اول  | چین       | طلا  |
| دوم  | هند       | نقره |
| سوم  | ایران     | برنز |
| سوم  | ژاپن      | برنز |
| پنجم | کره جنوبی | -    |
| ششم  | سنگاپور   | -    |
| هفتم | چین تایپه | -    |
| هشتم | هنگ کنگ   | -    |